# Рут Снайдер
Рут Браун Снайдер (нар. 27 березня 1895 — пом. 12 січня 1928) — американська вбивця. Її страта на електричному стільці у нью-йоркській в'язниці Сінг-Сінг у 1928 році за вбивство свого чоловіка, Альберта Снайдера, була зафіксована на широковідомій фотографії.

## Злочин
Рут Браун Снайдер була домогосподаркою з Квінза, яка завела роман у 1925 році з Генрі Джаддом Греєм, одруженим продавцем корсетів. Вона почала планувати вбивство свого чоловіка Альберта, Грей неохоче її підтримав. Ймовірно, неприязнь Рут до свого чоловіка виникла через його наполегливу пропозицію повісити фотографію покійної нареченої, Джессі Гішар, на стіні їхнього першого будинку, а також назвав свій човен на її честь. Гішар, яка померла за 10 років до того, Альберт описав: «найкраща жінка, яку я коли-небудь зустрічав». Іншою причиною ненависті Рут називають емоційне та фізичне знущання Альберта: звинувачував у народженні доньки, а не сина, вимагав ідеально доглянутого будинку, застосовував фізичну силу до дружини та доньки в моменти невдоволення.
Спочатку Рут переконала Альберта придбати страховку та за допомогою страхового агента (якого згодом звільнили та відправили у в'язницю за підробку документів) «підписала» поліс страхування життя на суму 48 000 доларів США, сума компенсації подвоювалась у разі смерті від малоймовірного нещасного випадку. За словами Грея, Рут принаймні сім разів намагалася убити Альберта, але він виживав. 20 березня 1927 року пара задушила Альберта, в ніс напхала ганчірки, просочені хлороформом, а потім інсценувалайого смерть як частину крадіжки зі зломом. Детективи на місці зазначили, що грабіжник не залишив слідів проникнення в будинок. Крім того, поведінка Рут не відповідала її історії про налякану дружину, яка стала свідком убивства власного чоловіка.
Поліція знайшла у будинку заховане майно, яке, за словами Рут, вкрали. Прорив у справі стався, коли детектив знайшов папір із літерами JG (це був сувенір, який Альберт зберіг від колишньої коханої Гішар) і запитав про це Рут. Схвильована Рут негайно згадала про Грея, чиї ініціали також були JG, і вона запитала детектива, яке відношення Грей мав до вбивства. Це була перша згадка про Грея, поліція миттєво запідозрила зв'язок. Грея знайшли у Сірак'юсі, Нью-Йорк. Він стверджував, що провів там всю ніч, але виявилося, що друг приготував номер в готелі для Грея на підтвердження його алібі. Грей виявився набагато відкритішим щодо своїх дій, ніж Рут. Його спіймали, повернули до Квінза і звинуватили разом з Рут. Дороті Паркер розповіла Оскару Леванту, що Грей намагався втекти від поліції, взявши таксі з Лонг-Айленду на Мангеттен, що, як зазначив Левант, було «досить довгою поїздкою». За словами Паркера, щоб «не привертати уваги, він дав водієві десять центів чайових».

### Судовий процес

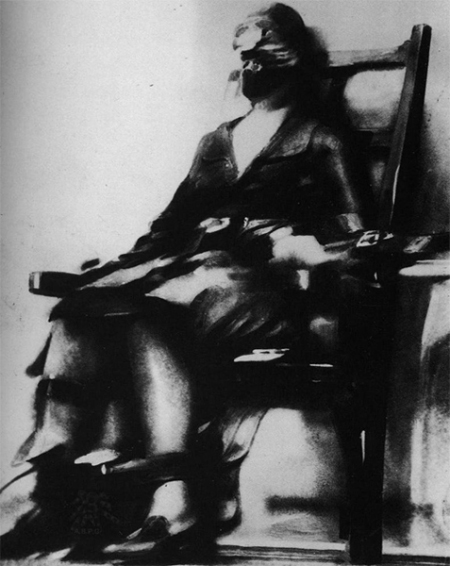
Фото Рут Снайдер під час страти, зроблене Томом Говардом, опубліковане наступного дня в «Нью-Йорк Дейлі Ньюз»

Рут і Грей перекладали відповідальність за вбивство Альберта один на одного. Їх обох визнали винними та засудили до смертної кари.

### Страта
Рут ув'язнили у Сінг-Сінг в Оссінінгу, Нью-Йорк. 12 січня 1928 року вона стала другою жінкою, страченою в Сінг-Сінг (першу Марта Плейс стратили у 1899 році). Вона підійшла до електричного стільця на 10 хвилин раніше Джадда Грея, свого колишнього коханця. Її страту (кат штату Нью-Йорк Роберт Г. Елліотт) сфотографували у той момент, коли електричний струм проходив по її тілу. Знімок зробив фотограф «Чикаго Триб'юн», який співпрацював з «Дейлі ньюз», Том Говард за допомогою мініатюрної знімальної камери, прикріпленої до щиколотки. Пізніше фотоапарат Говарда належав винахіднику Міллеру Різ Гатчісону, а згодом став частиною колекції Національного музею американської історії Смітсонівського інституту.
Рут поховали на цвинтарі Вудлон у Бронксі. На її надгробку написано «May R.» та дата смерті.

## Лоррейн Снайдер

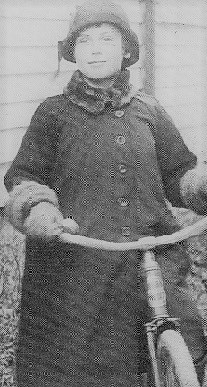
Лоррейн Снайдер

Альберт і Рут мали одну дитину, доньку Лоррейн, якій на момент вбивства батька виповнилось дев'ять років. Після винесення смертного вироку її матері у травні 1927 року між родичами обох батьків виникли судові суперечки щодо догляду за дитиною. Воррен Снайдер, брат Альберта, подав клопотання про дозвіл призначити законного опікуна не з родини Рут. Джозефіна Браун, мати Рут, також подала клопотання про опіку над дівчинкою. Лоррейн була під опікою місис Браун з моменту вбивства. Бабуся Лоррейн по материнській лінії офіційно відправила її до католицького закладу, де вона проживала на момент страти матері. Рут попросила, щоб доньку не приводили до в'язниці на останнє побачення.
7 вересня 1927 року Джозефіна Браун отримала опіку над дівчинкою. У цей час виникли суперечки зі страховою компанією, яку Рут використовувала для страхування життя свого чоловіка. Хоча один поліс на суму 30 000 доларів США доньці Грея виплатили без заперечення, компанія подала позов про визнання недійсними двох інших полісів на суму 45 000 і 5 000 доларів США (три поліси на суму 1.25 мільйона доларів у перерахунку на 2021 рік). До травня 1928 року страхова компанія виділила 4000 доларів на утримання Лоррейн. У листопаді 1928 року у справі винесли рішення, згідно з яким суд визнав, що за полісами не можна одержати виплати, оскільки їх отримали шахрайським шляхом. Під час винесення рішення адвокат, який діяв від імені родини Рут, попросив суд дозволити їм подати апеляцію без роздрукованого протоколу на тій підставі, що сім'я була злиденною та не могла продати будинок через скандальний розголос справи. До травня 1930 року за апеляційним позовом обидва поліси визнали недійсними.

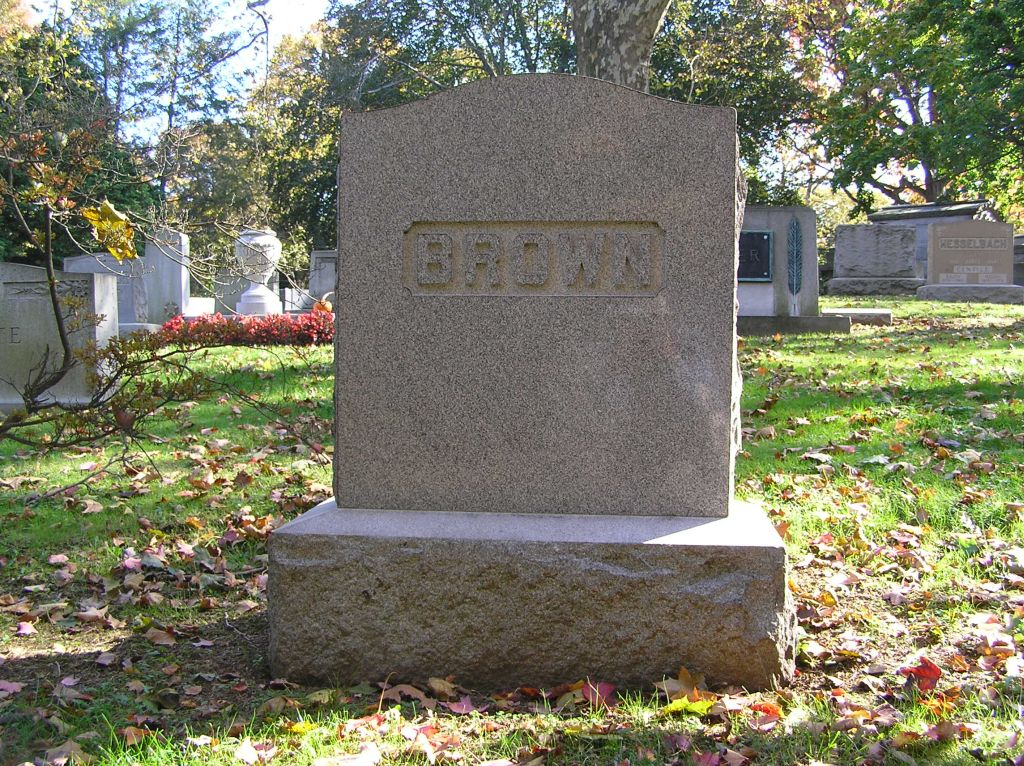
Могила Рут Браун Снайдер на цвинтарі Вудлон

Перебуваючи в камері смертників, Рут Снайдер написала запечатаний лист, який попросила передати Лоррейн, «коли вона стане достатньо дорослою, щоб зрозуміти». Через рік після страти матері Лоррейн, мабуть, знала, що її батьки мертві, але не знала, як вони померли.

## У популярній культурі
- Драма «Мішиналь» (1928) драматурга Софі Тредуелл заснована на судовому процесі над Снайдер.
- У фільмах «Благословенна подія» (1932) і «Мисливець за фотографіями» (1933) згадується страта Снайдер[22].
- Вигадана версія судового процесу лягла в основу сцен у фільиі «Прокурор штату» (1932) з Джоном Беррімором у ролі обвинувача.
- У фільмі «Вбивство в басейні „Пінгвін“» (1932) герої підозрюють, що їх справа схожа на справу Снайдер-Грея. Є також згадка про нещодавно страчену жінку.
- Цей випадок надихнув Джеймса М. Кейна на створення новели «Подвійна страховка» (1936)[23], яку екранізували (1944) за сценарієм Біллі Вайлдера і Реймонда Чандлера.
- Кейн згадував, що на його книгу «Листоноша завжди дзвонить двічі» (1934) надихнув злочин Рут[24].
- Роман Реймонда Чандлера 1949 року «Молодша сестричка» містить посилання на фотографію Рут Снайдер у розділі 16.
- Ближче до кінця фільму 1951 року «Річ з іншого світу» репортер, на ім'я Скотті, згадує, що страта Снайдер була першою, яку він висвітлював. Коли інший персонаж запитує Скотті, чи вдалося йому сфотографувати, Скотті відповідає: «Ні, камери не дозволили, але один хлопець…» Наближення «Речі» перериває його, але Скотті, мабуть, має на увазі фотографію Говарда, на якій Снайдер сидить на електричному стільці.
- У романі 1954 року «Погане насіння» автор Вільям Марч описав страту Бессі Денкер на основі фотографії Рут Снайдер.
- Альбом «Guns N' Roses» 1991 року «Use Your Illusion» містить, як частину додаткового оформлення, фотографію гурту на фоні збільшеної репродукції заголовка/фотографії «Дейлі ньюз», яка сповіщає про страту Рут Снайдер.
- Книга Карла Швейцера «Насіння зла: Справа про вбивство Грея-Снайдер» 2001 року є розповіддю про цю справу та базується на реальних судових протоколах із яскравими діалогами.
- Роман Рона Гансена «Дикий сплеск винної пристрасті» 2011 року заснований на справі про вбивство[25].